# Bouvresse
Bouvresse es una comuna francesa situada en el departamento de Oise, de la región de Alta Francia.

## Historia
En 1827 absorbe la comuna de Monceaux-l'Abbaye y en 1832 dicha comuna fue reconstituida a partir de sus antiguos territorios.
En 1834 cedió terrenos para la creación de la comuna de Boutavent.

## Demografía
| Gráfica de evolución demográfica de Bouvresse entre 1800 y 2022 |
|                                                                 |

Los datos demográficos contemplados en este gráfico se han cogido de la página francesa EHESS/Cassini.